# Birger Sundfeldt
Birger Sundfeldt, född 25 december 1891 i Ovansjö församling, Gävleborgs län, död 19 maj 1962, var en svensk kemiingenjör. Han var bror till Ragnar Sundfeldt.
Sundfeldt, som var son till disponent Gustaf Sundfeldt och Maria Andréasson, avlade 1914 civilingenjörsexamen i kemiteknik vid Kungliga Tekniska högskolan och var 1936–1942 överingenjör vid Svenska Cellulosa AB i Sundsvall. Han invaldes 1938 som ledamot av Ingenjörsvetenskapsakademien och var ledamot i Statens industrikommission 1941–1950.